# Delawa (obwód iwanofrankiwski)
Delawa (ukr. Делева, Dełewa) – wieś na Ukrainie w rejonie tłumackim obwodu iwanofrankiwskiego.